# Pocahontas (Disney)
Pour les articles homonymes, voir Pocahontas (homonymie).
Pocahontas est un personnage de fiction inspiré par le personnage réel de Pocahontas, Amérindienne de la confédération de tribus Powhatans et fille de Wahunsunacock.
Elle est apparue pour la première fois dans le long métrage d'animation Pocahontas : Une légende indienne, en 1995. Le personnage apparaît dans la suite du film sortie directement en vidéo : Pocahontas 2 : Un monde nouveau (1998). Elle fait partie de la franchise Disney Princess.

## Description
Le personnage de Pocahontas s'inspire librement du personnage historique Matoaka dont la vraie vie fut particulièrement tragique. Mieux connue par son surnom Pocahontas, qui signifie en langue de Powhatan « petite dévergondée », son existence est à l'origine de nombreuses légendes.
Dans la version Disney, Pocahontas est présentée comme une jeune femme noble (car fille de chef de tribu), simple et très spirituelle. Elle exprime sa sagesse au-delà de son âge et se montre aimable et prête à aider ceux qui l'entourent. Passionnée d'aventure et de nature, dans le film, elle semble avoir des pouvoirs chamaniques puisqu'elle communique avec la nature, les animaux, les éléments et comprend des langues inconnues. Elle se distingue des siens par son ouverture d'esprit et son refus d'avoir peur. Elle va tenter de faire l'intermédiaire entre son peuple et les étrangers.

### Apparence
Au début du film, Pocahontas apprend que Kocoum, un des plus valeureux guerriers de son père l'a demandée en mariage. À la place de la traditionnelle alliance, elle reçoit un collier bleu qu'elle portera durant une bonne partie du film. Elle est vêtue d'une robe beige à franges avec une seule bretelle.
Dans la suite, Elle porte au début une tenue indienne faite pour l'hiver. Quand elle arrive à Londres, elle portera exactement la même robe que dans le premier film mais avec des chaussures. Lors du bal elle s'habille d'une robe anglaise jaune, ses cheveux coiffé en chignons avec des nattes et elle a un petit collier doré.

### Développement du personnage
Les character designers du film se sont inspirés d'une quinzaine de personnes pour les traits et le physique de Pocahontas : des amérindiennes descendantes des Powhatans, Irene Bedard, Christy Turlington, Naomi Campbell, Kate Moss, Charmaine Craig… De leur côté, les scénaristes du film inventèrent une Pocahontas écologiste, volontaire et physiquement attirante, rompant ainsi avec une très longue tradition Disney selon laquelle un personnage principal féminin se devait d'être dénué de sensualité — un changement qui toutefois, avait commencé à s'amorcer dès le développement du personnage de Jasmine dans Aladdin, en 1992.

### Critique de la colonisation et de l'eurocentrisme
Le mythe Pocahontas s’est construit comme un récit positif de la colonisation, avec le mariage d'une Amérindienne et d'un Anglais, symbole d'une bonne entente entre les peuples du nouveau continent. Cependant, derrière la légende, la véritable histoire est pourtant tragique. Les studios Disney, en choisissant ce personnage pour leur première production historique, ont fait le pari risqué d'aborder le sujet délicat de la colonisation européenne des Amériques. Si l'histoire racontée dans les deux longs métrages embellit et allège celle de Pocahontas, la critique des ravages de la colonisation et de l'eurocentrisme est toutefois clairement exposée. Les paroles de certaines chansons sont explicites, en particulier dans Des sauvages et L'Air du vent.

## Interprètes
- Voix originales : Irene Bedard (voix parlée) et Judy Kuhn (voix chantée)
- Voix allemande : Alexandra Wilcke
- Voix suédoise : Helene Lundström
- Voix françaises : Mathilda May (voix parlée) et Laura Mayne (voix chantée). Yumi Fujimori (dans la suite) et Judith Bérard (voix chantée)
- Voix québécoises : Lisette Dufour (voix parlée) et Stéphanie Martin (voix chantée)
- Voix norvégiennes : Guri Schanke (voix parlée) et Anita Skorgan (voix chantée)

## Chansons interprétées par Pocahontas
- Au détour de la rivière ou Au-delà de la rivière au Québec (Just Around The Riverbend)
- L'Air du vent ou Les Couleurs du vent au Québec (Colors Of The Wind)
- Des sauvages (seconde partie) avec Powathan, Ratcliff et les chœurs
- Au seuil de mon avenir  (Where Do I Go From Here)
- Bienvenue à Londres (What A Day In London)